# Carlos Cuarón
Carlos José Cuarón Orozco (Città del Messico, 2 ottobre 1966) è un regista e sceneggiatore messicano.
È fratello di Alfonso Cuarón con il quale ha collaborato come sceneggiatore prima di debuttare alla regia nel 2008 con Rudo y Cursi.

## Filmografia parziale

### Solo sceneggiatore
- Uno per tutte (Solo con tu pareja) (1991)
- ¿Quién diablos es Juliette? (1997)
- Y tu mamá también - Anche tua madre (Y tu mamá también) (2001)
- El misterio del Trinidad (2003)

### Regista e sceneggiatore
- Rudo y Cursi (2008)
- Besos de azúcar (2013)
- Amalgama (2020)